# Comasina
La Comasina (pronuncia italiana: Comàsina, AFI: [koˈmaːzina]; pronuncia milanese: [kuˈmɑːzina]) è un quartiere  della periferia di Milano, a 6 km a nord del centro della città. È compreso nel Municipio 9 e nel NIL n. 82, “Comasina”.

Il quartiere Comasina confina coi quartieri di Quarto Oggiaro, Affori, Bruzzano e Bovisasca e con i comuni di Cormano e Novate Milanese. È considerato esempio emblematico del cosiddetto "quartiere autosufficiente" ed uno dei principali interventi realizzati negli anni cinquanta dall'Istituto Autonomo Case Popolari.

## Storia
Il quartiere Comasina è, dal punto di vista quantitativo, la più importante realizzazione dello IACP di Milano: le consistenti dimensioni - ottantaquattro edifici e undicimila vani - lo resero «la maggiore realizzazione non solo dello IACP di Milano, ma di tutti gli istituti d'Italia» ed un caposaldo nella panoramica dei quartiere autosufficienti.
Il primo progetto, curato dall'architetto-ingegnere Irenio Diotallevi, prevedeva quattro nuclei insediativi organizzati intorno ad un luogo di centralità destinato ad attrezzature collettive. I corpi di fabbrica erano costituiti da edifici alti di grandi dimensioni che configuravano un insediamento ordinato.
Le elaborazioni successive, posteriori alla scomparsa di Irenio Diotallevi, portarono ad un'organizzazione in quattro ambiti insediativi separati dai percorsi stradali di penetrazione: il più grande, delimitato dalle vie Val Sabbia, Spadini, Teano, Comasina, Madre Merloni Clelia ed Esculapio, contiene un nucleo di centralità costituito da una chiesa a pianta centrale, da uno spazio conformato a corte aperta delimitato da edifici bassi destinati a servizi commerciali e ricreativi e da una casa alta, nonché dalle scuole primarie.
 Gli altri tre, più piccoli, sono attestati sulle vie Salemi e Litta Modignani e chiudono i margini ovest e sud del quartiere. La viabilità è separata dai percorsi pedonali secondo un principio insediativo messo a punto nei CIAM (congressi internazionali di architettura moderna).
La Comasina è il quartiere di origine della tristemente famosa Banda della Comasina, un gruppo di rapinatori, sequestratori e trafficanti d'armi fondato e guidato dal bandito Renato Vallanzasca ed operante tra gli anni 1970 e gli anni 1990.

## L'autosufficienza come filosofia abitativa
La zona è caratterizzata dalla distribuzione di quattro unità residenziali provviste di ogni servizio, tra cui quelli per l'educazione dell'infanzia, gli esercizi commerciali e gli spazi per il tempo libero. Percorsi pedonali ed automobilistici sono totalmente separati, così come lo sono i servizi principali dalle unità abitative e dai servizi considerati minori. Nonostante lo studio planimetrico sia stato svolto in maniera unitaria, il frazionamento del lotto tra diversi finanziatori e la partecipazione di numerosi progettisti ha determinato un'evidente eterogeneità delle abitazioni. Tra gli edifici di maggior pregio, un fabbricato sperimentale realizzato dal Centro per la Ricerca Applicata sui Problemi dell'Edilizia Residenziale, tra i primi esempi di edificio realizzato con parti prefabbricate, e particolarmente interessante dal punto di vista tecnico per via dell'impianto centralizzato per la produzione di acqua calda ed energia elettrica (il primo realizzato in Italia e, per molto tempo, il maggiore impianto di quel tipo in tutta Europa).
Al progetto parteciparono numerosi architetti, tra cui: Arrigo Arrighetti, Renzo Beretta, Piero Bottoni, Pietro Lingeri, Ezio Cerutti, Franco Girardi, Paolo Costermanelli, Giancarlo De Carlo, Luigi Dodi, Angelo Galesi, Enzo Fratelli, Enrico Freyrie, Angelo Galesio, Alessandro Lissoni, Vittorio Gandolfi, Gustavo Latis, Ambrogio Managhi, Mario Terzaghi, Attilio Mariani, Carlo Perogalli, Alberto Morone, Ivo Ceccarino, Max Pedrini, Gianluigi Reggio, Camillo Rossetti, Angelo Sirtori e Mario Tedeschi.

## Infrastrutture e trasporti
- Linea M3: stazione della Comasina

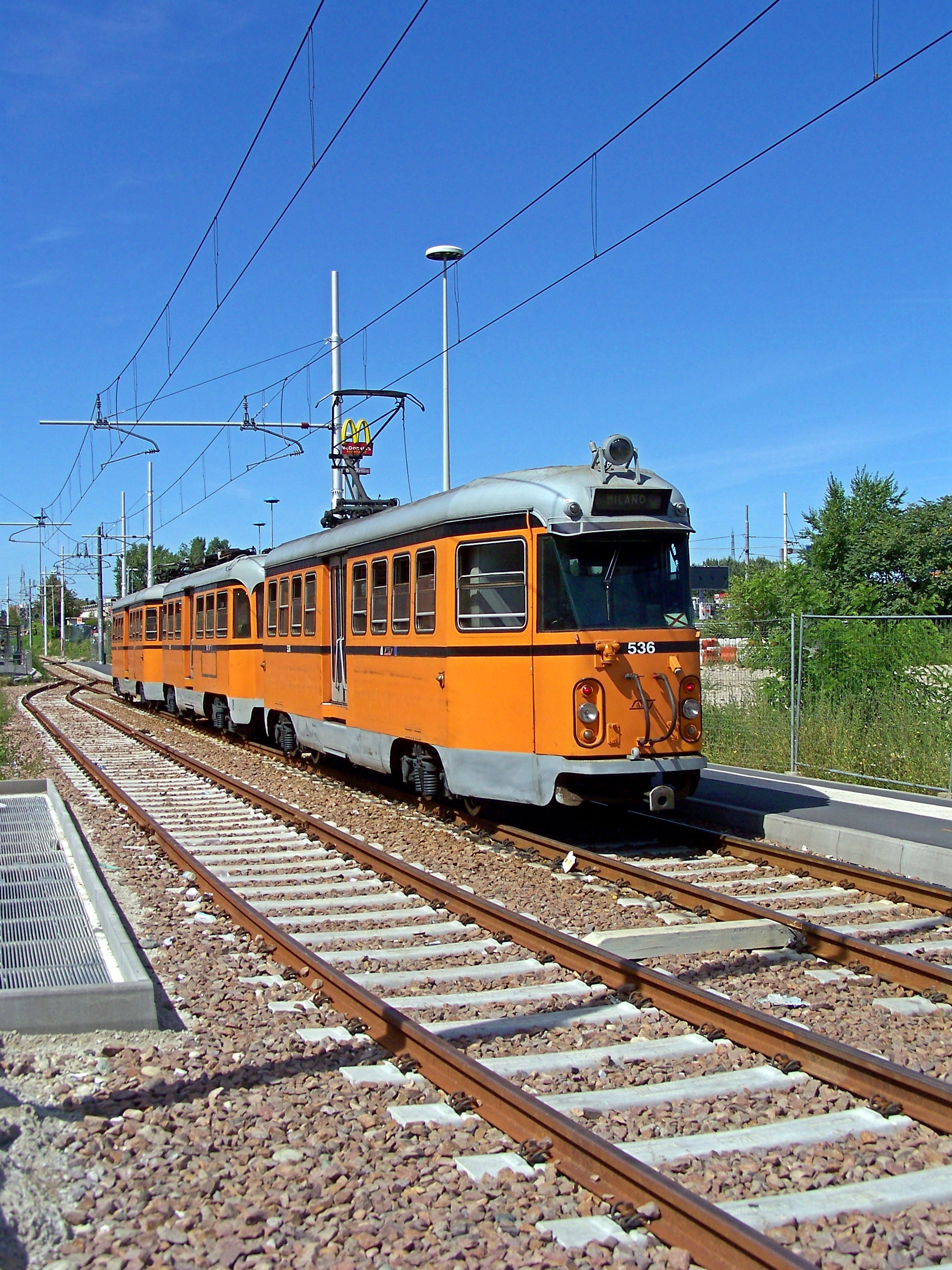
Il tracciato del tram nei pressi del nuovo capolinea della M3 a Comasina, nel 2011.

Il quartiere della Comasina è lambito a est dalla superstrada Milano-Meda e a nord dall'autostrada A4. È inoltre attraversato dalla strada Comasina, che collega Milano (Piazzale Maciachini) a Como e alla Svizzera.
La Comasina è servita dalla stazione omonima della metropolitana di Milano, capolinea della linea M3.
Varie linee di autobus, gestite da ATM, collegano la Comasina ai quartieri e ai comuni limitrofi. Inoltre, presso il quartiere sita il capolinea meridionale della tranvia Milano-Limbiate; questa tranvia, fino all'apertura della metropolitana (avvenuta nel 2011), attraversava il quartiere e arrivava fino ad Affori.